# تيتو مورا
تيتو مورا (بالإسبانية: Tito Mora)‏ هو مغني إسباني، ولد في 25 يونيو 1940 في مدريد في إسبانيا، وتوفي في 30 ديسمبر 2013 بسبب فشل تنفسي.

## روابط خارجية
- تيتو مورا على موقع IMDb (الإنجليزية)
- تيتو مورا على موقع ديسكوغز (الإنجليزية)
- تيتو مورا على موقع قاعدة بيانات الفيلم (الإنجليزية)